# Didem Sarıca
Didem Sarıca, coniugata Süer (Smirne, 4 marzo 1977), è un'ex cestista turca.
Alta 188 cm, giocava come ala.

## Carriera
Nel 2007 è stata convocata per gli Europei in Italia con la maglia della nazionale della Turchia.